# 拉昔德·迈丁
拉昔邁丁（1917年10月10日—2006年9月1日），有時被稱為Rashid Mahideen，是馬來亞共產黨的高級領導人。

## 个人生活
拉昔迈丁出生在霹雳州务边的甘榜古农美沙，有7个弟弟和1个妹妹。早年在务边的古农班让马来学校（Gunung Panjang Malay School）和甘榜古农美沙伊斯兰学校读书。从马来学校毕业时得到标准5分。由于家庭贫困，1929年他辍学。他在彭亨州金馬侖高原縣向一名基督教传教士和函授课程学习英语。后来，他回到务边，在一家法国发电站工作。在發電站工作期間，他學習了基礎電氣學，並最終獲得了一流的電荷證書。1938年，他与村里哈米达（Hamidah binti Abdul Rashid）结婚，育有3子1女。1959年，他与马共同志素华（原名曹启竹，婚后名为Selamah binti Abdullah）结婚，育有1女。

## 政治工作
拉昔德也活跃在工会，由此他成为马共第一位巫族党员。1939年拉昔德参与马共活动，1941年正式加入。同年，日本入侵马来亚，他参与马来亚人民抗日军，在抗日中结识阿卜杜拉·西迪。
1945年日本投降，英国恢复殖民统治。马共坚持武装抗争英殖当局，争取独立。马共中央总书记陈平同志命令拉昔德领导马来亚人民解放军唯一由马来人占大多数的第10马来团。1947年他作为马共代表参加在伦敦举行的各国共產黨會議，讨论反对殖民的策略。1948年7月，他被英殖当局逮捕。1952年越狱。是年末，他遇到阿卜杜拉·西迪，继续领导第10团撤往马泰边界，并与英殖当局的战斗中受伤。
1955年，马共与英殖当局举行華玲和談，谈判破裂后1961-1972年他领导吉打-泰国边境的特种部队。1972年后继续领导第10团。1989年拉昔德参与在泰国合艾举行的马共与马来西亚当局之间的和平谈判。谈判结束后，马来西亚当局不允许马共高层返回马来西亚。拉昔德留在泰国南部过着平静的生活。
2002年2月4日，拉昔德在他位于泰国南部的住家接受记者采访时高度赞扬时任马来西亚首相马哈迪·莫哈末的领导，为马来西亚带来了很多发展。他表示，从他关注的媒体报道来看，马来西亚由于马哈迪的智慧，已取得了一个又一个的成功，包括成为汽车制造商，这是前所未有的成就。拉昔德说：“如果不是他（马哈迪），还有谁？你说还有谁？”
2006年1月，他随其他500名前马共游击队员一起获得泰国国籍。同年9月1日去世，享年89岁。